# Clematis tsugetorum
Clematis tsugetorum är en ranunkelväxtart som beskrevs av Jisaburo Ohwi. Clematis tsugetorum ingår i släktet klematisar, och familjen ranunkelväxter. Inga underarter finns listade i Catalogue of Life.